# Scolecomorphus
Scolecomorphus és un gènere d'amfibis gimnofions de la família Caeciliidae que conté les següents espècies: 
- Scolecomorphus kirkii Boulenger, 1883
- Scolecomorphus uluguruensis Barbour i Loveridge, 1928
- Scolecomorphus vittatus (Boulenger, 1895)